# 全国高等学校野球選手権兵庫大会
全国高等学校野球選手権兵庫大会（ぜんこくこうとうがっこうやきゅうせんしゅけんひょうごたいかい）は、兵庫県で毎年夏に開催される全国高等学校野球選手権大会（夏の甲子園）の地方大会。第1回大会から単独代表となっている唯一の地方大会でもある。ただし、第80回大会以降、大会回数の下1桁が0となる記念大会に限り、東兵庫・西兵庫の2代表となる。

## 概要
兵庫県高等学校野球連盟加盟校で争われる。組み合わせ抽選の時に1から16のブロックに分かれて試合を行い、5回戦、準々決勝、準決勝で再抽選がある。春季県大会でベスト16に残った学校はシード校として各ブロックに割り振られ、シード校同士は5回戦まで対戦しないよう配慮される。また、春季県大会の優勝校と準優勝校は、決勝まで対戦しないよう配慮される。

## 記念大会における東西の境界線について
神戸市、芦屋市、西宮市、宝塚市、川西市、伊丹市、尼崎市、猪名川町の地域を「東兵庫」、その他の市町の地域を「西兵庫」としている。ただし地理的な位置関係とは必ずしも一致せず、例えば神戸市よりも東に位置する三田市や丹波篠山市が「西兵庫」となっている。

## 歴史
第1回大会の近畿2府4県における地方大会が滋賀県（3校）・京都府（8校）を対象とする京津大会、奈良県（0校）・和歌山県（3校）・大阪府（5校）を対象とする関西大会、兵庫県（7校）を対象とする兵庫大会の3大会だったことからもわかるように、兵庫県が第1回大会から単独代表となっているのは、近畿2府4県を東部・中南部・西部に3分した際、西部が兵庫県だけになったという地勢的な理由による。なお、兵庫県が大会会場の所在地（地元）となるのは第3回大会からである。
- 1915年（第1回） - 「全国中等学校優勝野球兵庫大会」としてスタート。初代表校は兵庫県立第二神戸中学校。
- 1941年（第27回） - 戦時体制による交通制限実施のため予選で中止となる。
- 1948年（第30回） - 学制改革により「全国高等学校野球選手権兵庫大会」と改称。高等学校としての初代表は兵庫県立芦屋高等学校。
- 1998年（第80回） - 記念大会により兵庫県を東西に2分割（東兵庫大会・西兵庫大会）して開催。
- 2008年（第90回） - 記念大会により兵庫県を東西に2分割（東兵庫大会・西兵庫大会）して開催。
- 2018年（第100回） - 記念大会により兵庫県を東西に2分割（東兵庫大会・西兵庫大会）して開催。

## 使用球場

### 現在
- 兵庫県立明石公園第一野球場（通称：明石トーカロ球場。メインスタジアム）
- 姫路市立姫路球場（通称：ウインク球場。- 2011年・2014年 - ）
- 高砂市野球場
- 尼崎市記念公園野球場（通称：ベイコム球場）
- 神戸総合運動公園野球場（通称：ほっともっとフィールド神戸）
- 神戸総合運動公園サブ球場（通称：G7 STADIUM KOBE。2011年 - ）
- 兵庫県立淡路佐野運動公園第一野球場（通称：淡路球場）
- 三田市城山公園野球場（通称：神姫バスキッピースタジアム。2008年 - 2013年・2015年 - ）
- こうのとりスタジアム（豊岡市立豊岡総合スポーツセンター野球場）

決勝戦は長らく明石公園第一野球場にて決勝戦が行われてきたが、後に同球場は老朽化でスタンドに耐震性の問題が出てきたこともなどあり、現在は神戸総合運動公園野球場（ほっともっとフィールド神戸）にて決勝戦が行われている。

### 過去
- 鳴尾球場（1917 - 1924年）
- 宝塚球場（1929年）
- 神戸市民運動場野球場（通称：神戸市民球場）
- 阪急西宮球場
- 阪神甲子園球場（2004年を最後に使用されていない）[1][2]
- 春日総合運動公園野球場（通称：春日スタジアム、2014年を最後に使用されていない）

過去には阪神甲子園球場でも一部の試合が行われたこともあったが、プロ野球・阪神タイガース公式戦との兼ね合いや、「地方大会の会場として使用するのはおかしい（他の都道府県とは不公平）」という声が挙がったこともあり、現在は阪神甲子園球場は使用されていない。ただ、兵庫（大会）としてはあくまでメインは明石公園第一野球場で、阪神甲子園球場は「その他の会場の一つ」という認識であった。

## 大会結果
兵庫代表校の選手権大会戦績については「全国高等学校野球選手権大会 (兵庫県勢)」を参照
| 年度（大会）          | 校数                              | 期間                              | 使用球場                          | 優勝校                            | 決勝スコア                        | 準優勝校                          | 備考                              | 全国大会成績                      |
| --------------------- | --------------------------------- | --------------------------------- | --------------------------------- | --------------------------------- | --------------------------------- | --------------------------------- | --------------------------------- | --------------------------------- |
| 1915年（第1回大会）   | 7                                 |                                   | 原田の森 (関学中の校庭)           | 神戸二中                          | 3x - 2                            | 関西学院中                        |                                   | 初戦敗退                          |
| 1916年（第2回大会）   | 8                                 |                                   |                                   | 関西学院中                        | 16 - 2                            | 神戸商                            |                                   | 初戦敗退                          |
| 1917年（第3回大会）   | 10                                |                                   | 鳴尾                              | 関西学院中                        | 14 - 4                            | 御影師範                          |                                   | 準優勝                            |
| 1918年（第4回大会）   | 11                                |                                   | 鳴尾                              | 関西学院中                        | 3 - 2                             | 神戸商                            |                                   | （中止）                          |
| 1919年（第5回大会）   | 13                                |                                   | 鳴尾                              | 神戸一中                          | 8 - 3                             | 神戸商                            |                                   | 優勝                              |
| 1920年（第6回大会）   | 12                                |                                   | 鳴尾                              | 関西学院中                        | 8 - 2                             | 神港商                            |                                   | 優勝                              |
| 1921年（第7回大会）   | 14                                |                                   | 鳴尾                              | 神戸一中                          | 2 - 1                             | 甲陽中                            |                                   | 初戦敗退                          |
| 1922年（第8回大会）   | 14                                |                                   | 鳴尾                              | 神戸商                            | 1 - 0                             | 第一神港商                        |                                   | 準優勝                            |
| 1923年（第9回大会）   | 18                                |                                   | 鳴尾                              | 甲陽中                            | 4 - 3                             | 姫路中                            |                                   | 優勝                              |
| 1924年（第10回大会）  | 19                                | 8/1～6                            | 鳴尾                              | 第一神港商                        | 12 - 0                            | 甲陽中                            |                                   | ベスト8                           |
| 1925年（第11回大会）  | 19                                | 7/31～8/6                         | 甲子園                            | 第一神港商                        | 10 - 1                            | 神戸二中                          |                                   | ベスト4                           |
| 1926年（第12回大会）  | 19                                | 7/31～8/7                         | 甲子園                            | 第一神港商                        | 2 - 1                             | 関西学院中                        |                                   | 2回戦                             |
| 1927年（第13回大会）  | 24                                | 7/31～8/                          | 甲子園                            | 第一神港商                        | 8 - 3                             | 甲陽中                            |                                   | 初戦敗退                          |
| 1928年（第14回大会）  | 24                                | 7/31～8/9                         | 甲子園                            | 甲陽中                            | 4 - 3                             | 神戸二中                          |                                   | ベスト8                           |
| 1929年（第15回大会）  | 25                                | 7/23～                            | 甲子園、宝塚                      | 関西学院中                        | 7 - 4                             | 神戸一中                          |                                   | 初戦敗退                          |
| 1930年（第16回大会）  | 28                                | 7/28～8/7                         | 甲子園                            | 甲陽中                            | 3 - 0                             | 明石中                            |                                   | 初戦敗退                          |
| 1931年（第17回大会）  | 29                                | 7/29～8/                          | 甲子園                            | 第一神港商                        | 3 - 0                             | 育英商                            |                                   | 初戦敗退                          |
| 1932年（第18回大会）  | 31                                | 7/26～8/3                         | 甲子園                            | 明石中                            | 3 - 0                             | 甲陽中                            |                                   | ベスト4                           |
| 1933年（第19回大会）  | 29                                | 7/25～8/4                         | 甲子園                            | 明石中                            | 3 - 0                             | 育英商                            |                                   | ベスト4                           |
| 1934年（第20回大会）  | 29                                | 7/28～8/5                         | 甲子園                            | 神戸一中                          | 2x - 1                            | 明石中                            | 延長20回                          | 初戦敗退                          |
| 1935年（第21回大会）  | 29                                | 7/24～8/1                         | 甲子園                            | 育英商                            | 6 - 1                             | 明石中                            |                                   | 準優勝                            |
| 1936年（第22回大会）  | 28                                | 7/25～8/2                         | 甲子園                            | 育英商                            | 7 - 1                             | 明石中                            |                                   | ベスト4                           |
| 1937年（第23回大会）  | 28                                | 7/24～8/3                         | 甲子園                            | 滝川中                            | 2 - 1                             | 甲陽中                            |                                   | ベスト4                           |
| 1938年（第24回大会）  | 26                                | 8/3～10                           | 甲子園、西宮                      | 甲陽中                            | 4 - 1                             | 滝川中                            |                                   | ベスト4                           |
| 1939年（第25回大会）  | 25                                | 7/23～                            | 甲子園                            | 関西学院中                        | 3 - 0                             | 明石中                            |                                   | 2回戦                             |
| 1940年（第26回大会）  | 29                                | 7/25～8/1                         | 甲子園                            | 北神商                            | 3 - 0                             | 甲陽中                            |                                   | 初戦敗退                          |
| 1941年（第27回大会）  | （中止）                          | （中止）                          | （中止）                          | （中止）                          | （中止）                          | （中止）                          | （中止）                          | （中止）                          |
| 1946年（第28回大会）  | 41                                |                                   |                                   | 芦屋中                            | 4 - 0                             | 関西学院中                        |                                   | 初戦敗退                          |
| 1947年（第29回大会）  | 53                                |                                   |                                   | 神戸一中                          | 7 - 6                             | 三田中                            |                                   | 初戦敗退                          |
| 1948年（第30回大会）  | 62                                |                                   |                                   | 芦屋                              | 5 - 3                             | 神戸二                            |                                   | 初戦敗退                          |
| 1949年（第31回大会）  | 76                                |                                   |                                   | 芦屋                              | 9 - 0                             | 尼崎工                            |                                   | ベスト8                           |
| 1950年（第32回大会）  | 84                                |                                   |                                   | 明石                              | 6 - 2                             | 兵庫工                            |                                   | 初戦敗退                          |
| 1951年（第33回大会）  | 85                                |                                   |                                   | 芦屋                              | 2 - 0                             | 育英                              |                                   | ベスト8                           |
| 1952年（第34回大会）  | 88                                |                                   |                                   | 芦屋                              | 8 - 1                             | 育英                              |                                   | 優勝                              |
| 1953年（第35回大会）  | 86                                |                                   |                                   | 芦屋                              | 13 - 3                            | 育英                              |                                   | 初戦敗退                          |
| 1954年（第36回大会）  | 89                                |                                   |                                   | 滝川                              | 2 - 0                             | 赤穂                              |                                   | 初戦敗退                          |
| 1955年（第37回大会）  | 88                                |                                   |                                   | 市神戸商                          | 4 - 2                             | 明石                              |                                   | 初戦敗退                          |
| 1956年（第38回大会）  | 86                                |                                   |                                   | 県尼崎                            | 2x - 1                            | 洲本                              |                                   | 初戦敗退                          |
| 1957年（第39回大会）  | 88                                |                                   |                                   | 育英                              | 2 - 1                             | 県尼崎                            |                                   | 初戦敗退                          |
| 1958年（第40回大会）  | 88                                |                                   |                                   | 姫路南                            | 4 - 0                             | 報徳学園                          |                                   | 3回戦                             |
| 1959年（第41回大会）  | 87                                |                                   |                                   | 滝川                              | 2 - 0                             | 育英                              |                                   | 初戦敗退                          |
| 1960年（第42回大会）  | 88                                |                                   |                                   | 明石                              | 1 - 0                             | 育英                              |                                   | ベスト8                           |
| 1961年（第43回大会）  | 86                                |                                   |                                   | 報徳学園                          | 2 - 0                             | 県尼崎                            |                                   | ベスト8                           |
| 1962年（第44回大会）  | 85                                |                                   |                                   | 滝川                              | 6 - 0                             | 柏原                              |                                   | 2回戦                             |
| 1963年（第45回大会）  | 93                                |                                   |                                   | 市西宮                            | 6 - 5                             | 姫路南                            |                                   | 初戦敗退                          |
| 1964年（第46回大会）  | 103                               |                                   |                                   | 滝川                              | 1 - 0                             | 育英                              |                                   | 2回戦                             |
| 1965年（第47回大会）  | 106                               |                                   |                                   | 報徳学園                          | 1x - 0                            | 育英                              |                                   | ベスト8                           |
| 1966年（第48回大会）  | 106                               |                                   |                                   | 報徳学園                          | 5 - 2                             | 洲本                              |                                   | ベスト4                           |
| 1967年（第49回大会）  | 106                               |                                   |                                   | 報徳学園                          | 4 - 0                             | 三田                              |                                   | 2回戦                             |
| 1968年（第50回大会）  | 105                               |                                   |                                   | 市神港                            | 1 - 0                             | 尼崎西                            |                                   | 初戦敗退                          |
| 1969年（第51回大会）  | 107                               |                                   |                                   | 東洋大姫路                        | 3 - 0                             | 尼崎西                            |                                   | 初戦敗退                          |
| 1970年（第52回大会）  | 111                               |                                   |                                   | 滝川                              | 9 - 2                             | 洲本                              |                                   | ベスト8                           |
| 1971年（第53回大会）  |                                   |                                   |                                   | 報徳学園                          | 17 - 1                            | 山崎                              |                                   | 2回戦                             |
| 1972年（第54回大会）  |                                   |                                   |                                   | 東洋大姫路                        | 4 - 2                             | 市神港                            | 延長15回                          | 2回戦                             |
| 1973年（第55回大会）  |                                   |                                   |                                   | 東洋大姫路                        | 4 - 3                             | 滝川                              |                                   | 初戦敗退                          |
| 1974年（第56回大会）  |                                   |                                   |                                   | 東洋大姫路                        | 11 - 2                            | 加古川西                          |                                   | 3回戦                             |
| 1975年（第57回大会）  |                                   |                                   |                                   | 洲本                              | 3 - 1                             | 津名                              |                                   | 初戦敗退                          |
| 1976年（第58回大会）  |                                   |                                   |                                   | 市神港                            | 6 - 0                             | 東洋大姫路                        |                                   | 3回戦                             |
| 1977年（第59回大会）  |                                   |                                   |                                   | 東洋大姫路                        | 3 - 0                             | 市尼崎                            |                                   | 優勝                              |
| 1978年（第60回大会）  |                                   |                                   |                                   | 報徳学園                          | 3 - 2                             | 洲本                              |                                   | ベスト8                           |
| 1979年（第61回大会）  |                                   |                                   |                                   | 明石南                            | 1 - 0                             | 市尼崎                            |                                   | 2回戦                             |
| 1980年（第62回大会）  |                                   |                                   |                                   | 滝川                              | 4 - 2                             | 報徳学園                          |                                   | 3回戦                             |
| 1981年（第63回大会）  |                                   |                                   |                                   | 報徳学園                          | 5 - 1                             | 東洋大姫路                        |                                   | 優勝                              |
| 1982年（第64回大会）  |                                   |                                   |                                   | 東洋大姫路                        | 10 - 0                            | 市川                              |                                   | ベスト4                           |
| 1983年（第65回大会）  |                                   |                                   |                                   | 市尼崎                            | 8 - 0                             | 洲本                              |                                   | 3回戦                             |
| 1984年（第66回大会）  |                                   |                                   |                                   | 明石                              | 3 - 2                             | 村野工                            | 延長11回                          | 2回戦                             |
| 1985年（第67回大会）  |                                   |                                   |                                   | 東洋大姫路                        | 2 - 1                             | 報徳学園                          |                                   | 3回戦                             |
| 1986年（第68回大会）  |                                   |                                   |                                   | 東洋大姫路                        | 8x - 7                            | 滝川第二                          | 延長10回                          | ベスト8                           |
| 1987年（第69回大会）  |                                   |                                   |                                   | 明石                              | 4 - 1                             | 高砂                              |                                   | 初戦敗退                          |
| 1988年（第70回大会）  |                                   |                                   |                                   | 滝川第二                          | 7 - 4                             | 東洋大姫路                        |                                   | 2回戦                             |
| 1989年（第71回大会）  |                                   |                                   |                                   | 神戸弘陵                          | 11 - 1                            | 神港学園                          |                                   | 3回戦                             |
| 1990年（第72回大会）  |                                   |                                   |                                   | 育英                              | 9 - 8                             | 東洋大姫路                        |                                   | 初戦敗退                          |
| 1991年（第73回大会）  |                                   |                                   |                                   | 村野工                            | 5 - 3                             | 神港学園                          |                                   | 初戦敗退                          |
| 1992年（第74回大会）  |                                   |                                   |                                   | 神港学園                          | 7 - 4                             | 滝川第二                          |                                   | 3回戦                             |
| 1993年（第75回大会）  |                                   |                                   |                                   | 育英                              | 1 - 0                             | 姫路工                            |                                   | 優勝                              |
| 1994年（第76回大会）  |                                   |                                   |                                   | 姫路工                            | 2 - 0                             | 飾磨                              |                                   | 初戦敗退                          |
| 1995年（第77回大会）  |                                   |                                   |                                   | 尼崎北                            | 5 - 2                             | 神戸弘陵                          |                                   | 初戦敗退                          |
| 1996年（第78回大会）  |                                   |                                   |                                   | 神港学園                          | 15 - 3                            | 育英                              |                                   | 初戦敗退                          |
| 1997年（第79回大会）  |                                   |                                   |                                   | 報徳学園                          | 9x - 6                            | 神港学園                          |                                   | 2回戦                             |
| 1998年（第80回大会）  | 東77                              |                                   |                                   | 報徳学園                          | 18 - 3                            | 仁川学院                          |                                   | 初戦敗退                          |
| 1998年（第80回大会）  | 西89                              |                                   |                                   | 東洋大姫路                        | 3 - 2                             | 姫路工                            |                                   | 初戦敗退                          |
| 1999年（第81回大会）  | 166                               |                                   |                                   | 滝川第二                          | 19 - 0                            | 市川                              |                                   | ベスト8                           |
| 2000年（第82回大会）  | 165                               |                                   |                                   | 育英                              | 11 - 0                            | 関西学院                          |                                   | ベスト4                           |
| 2001年（第83回大会）  | 167                               |                                   |                                   | 東洋大姫路                        | 4 - 2                             | 姫路工                            |                                   | 3回戦                             |
| 2002年（第84回大会）  | 169                               |                                   |                                   | 報徳学園                          | 5 - 0                             | 神戸国際大付                      |                                   | 初戦敗退                          |
| 2003年（第85回大会）  | 170                               |                                   |                                   | 神港学園                          | 2 - 1                             | 東洋大姫路                        | 延長10回                          | 初戦敗退                          |
| 2004年（第86回大会）  | 168                               |                                   |                                   | 報徳学園                          | 12 - 8                            | 市尼崎                            |                                   | 初戦敗退                          |
| 2005年（第87回大会）  | 166                               |                                   |                                   | 姫路工                            | 3 - 2                             | 神戸国際大付                      |                                   | 初戦敗退                          |
| 2006年（第88回大会）  | 163                               |                                   |                                   | 東洋大姫路                        | 5x - 4                            | 神港学園                          |                                   | ベスト8                           |
| 2007年（第89回大会）  | 163                               |                                   |                                   | 報徳学園                          | 10 - 6                            | 神戸国際大付                      |                                   | 初戦敗退                          |
| 2008年（第90回大会）  | 東74                              |                                   |                                   | 報徳学園                          | 2x - 1                            | 神戸弘陵                          | 延長12回                          | ベスト8                           |
| 2008年（第90回大会）  | 西89                              |                                   |                                   | 加古川北                          | 5 - 2                             | 洲本                              |                                   | 初戦敗退                          |
| 2009年（第91回大会）  | 164                               |                                   |                                   | 関西学院                          | 4 - 1                             | 育英                              |                                   | 2回戦                             |
| 2010年（第92回大会）  | 161                               |                                   |                                   | 報徳学園                          | 4 - 0                             | 市川                              |                                   | ベスト4                           |
| 2011年（第93回大会）  | 161                               |                                   |                                   | 東洋大姫路                        | 2 - 2                             | 加古川北                          | 延長15回                          | ベスト8                           |
| 2011年（第93回大会）  | 161                               |                                   |                                   | 東洋大姫路                        | 6 - 0                             | 加古川北                          | 再試合                            | ベスト8                           |
| 2012年（第94回大会）  | 161                               |                                   |                                   | 滝川第二                          | 6 - 2                             | 加古川北                          |                                   | 2回戦                             |
| 2013年（第95回大会）  | 162                               |                                   |                                   | 西脇工                            | 3x - 2                            | 東洋大姫路                        |                                   | 2回戦                             |
| 2014年（第96回大会）  | 162                               |                                   |                                   | 神戸国際大付                      | 11 - 1                            | 三田松聖                          |                                   | 初戦敗退                          |
| 2015年（第97回大会）  | 162                               |                                   |                                   | 滝川第二                          | 8 - 2                             | 明石商                            |                                   | 2回戦                             |
| 2016年（第98回大会）  | 162                               |                                   |                                   | 市尼崎                            | 3 - 2                             | 明石商                            |                                   | 初戦敗退                          |
| 2017年（第99回大会）  | 162                               | 7/8～28                           | ほっともっと神戸他8               | 神戸国際大付                      | 4 - 0                             | 明石商                            |                                   | 3回戦                             |
| 2018年（第100回大会） | 東72                              | 7/12～28                          | ほっともっと神戸他8               | 報徳学園                          | 2 - 0                             | 市尼崎                            |                                   | ベスト8                           |
| 2018年（第100回大会） | 西90                              | 7/7～27                           | ほっともっと神戸他8               | 明石商                            | 6 - 3                             | 姫路工                            |                                   | 初戦敗退                          |
| 2019年（第101回大会） | 161                               | 7/6～29                           | ほっともっと神戸他8               | 明石商                            | 4 - 1                             | 神戸国際大付                      |                                   | ベスト4                           |
| 2020年（第102回大会） | （中止、代替大会を5回戦まで実施） | （中止、代替大会を5回戦まで実施） | （中止、代替大会を5回戦まで実施） | （中止、代替大会を5回戦まで実施） | （中止、代替大会を5回戦まで実施） | （中止、代替大会を5回戦まで実施） | （中止、代替大会を5回戦まで実施） | （中止、代替大会を5回戦まで実施） |
| 2021年（第103回大会） | 157                               | 7/3～29                           | ほっともっと神戸他8               | 神戸国際大付                      | 7 - 3                             | 関西学院                          |                                   | ベスト8                           |
| 2022年（第104回大会） | 156                               | 6/25～7/28                        | ほっともっと神戸他8               | 社                                | 6 - 3                             | 神戸国際大付                      | 延長14回TB                        | 2回戦                             |
| 2023年（第105回大会） | 156                               | 7/2〜27                           | ほっともっと神戸他8               | 社                                | 5x - 4                            | 明石商                            |                                   | 初戦敗退                          |
| 2024年（第106回大会） | 152                               | 7/6〜28                           | ほっともっと神戸他8               | 報徳学園                          | 4 - 0                             | 明石商                            |                                   | 初戦敗退                          |
| 2025年（第107回大会） | 153                               | 7/5〜28                           | ほっともっと神戸他8               | 東洋大姫路                        | 7 - 6                             | 報徳学園                          |                                   | ベスト8                           |

- 校数は連合チームを1校とする。

## 放送体制
- サンテレビでは、1980年代まで3回戦から中継していたが徐々に縮小され、2000年ごろより2007年まで準決勝・決勝を、2008年より決勝のみ（うち2008年と2018年の記念大会は西兵庫大会・東兵庫大会とも）生中継している。バーチャル高校野球のみ2019年は準決勝、2021年は明石で行われる試合を1回戦から配信した。
- NHK神戸放送局　総合テレビで決勝→準決勝・決勝を兵庫県内向け[3][4]に、またFM放送でも県内向けに準決勝を放送していた（2015年までは5回戦・準々決勝、ただし2011・2012年は5回戦の放送なし）。2008年は東兵庫・西兵庫大会の準決勝・決勝を放送、2012年は準決勝、2015年は準決勝・決勝開催日に総合で国会中継を行ったため、代わりにFMで放送した。
- 加古川市のCATV局BAN-BANテレビでは、開会式と東播磨地区12校の試合を中継（高砂球場の試合は生中継）する。2023年までBAN-BANラジオ（コミュニティFM局、テレビと同時放送）でも生中継されていた。
- 姫路ケーブルテレビでは、姫路球場から、姫路・太子・佐用地区の高校が出場する試合を生中継。2010年より、宍粟・上郡地区の試合と姫路球場開催の最終日に行われる準々決勝2試合も生中継される。姫路球場の改修に伴い2012年は中継対象を高砂球場、2013年は明石球場に変更。2016年は準決勝2試合も中継。2022年はバーチャル高校野球でテレビでは中継されない試合も配信。
- 県内のJ:COMでは、2015年から海の日を含む3連休にほっともっとフィールド神戸で開催される試合を生中継、2021年は尼崎の2回戦から5回戦、神戸の準々決勝を生中継する。
- ラジオ関西で決勝（2009年以前は準決勝・決勝、2011年は引き分け再試合の放送なし）を放送。1990年代の一時期、ABCラジオでも放送されたことがあった。